# Sassy Mama!
Sassy Mama! — студійний альбом американської блюзової співачки Біг Мами Торнтон, випущений у 1975 році лейблом Vanguard.

## Опис
У 1975 році блюзова співачка Біг Мама Торнтон записала свій другий альбом на лейблі Vanguard, який вийшов після концертого Jail. Торнтон акомпанують Бадді Лукас (тенор-саксофон), Корнелл Дюпрі і Ронні Міллер (обидва — гітара), Пол Гріффін (клавішні), Вілбур Бексомб (бас) та Джиммі Джонсон (ударні). Торнтон виконує у різних стилях від блюзових шаффлів до Мадді Вотерса («Rolling Stone»).

## Список композицій
1. «Rolling Stone» (Мадді Вотерс) — 4:40
2. «Lost City» (Віллі Мей Торнтон) — 4:51
3. «Mr. Cool» (Віллі Мей Торнтон) — 7:41
4. «Big Mama's New Love» (Віллі Мей Торнтон) — 3:36
5. «Private Number» (Віллі Мей Торнтон) — 6:18
6. «Sassy Mama» (Віллі Мей Торнтон) — 4:52
7. «Everybody's Happy (But Me)» (Джин Е. Чітгем, Метті Філдс) — 3:52

## Учасники запису
- Біг Мама Торнтон — вокал
- Бадді Лукас — тенор-саксофон
- Корнелл Дюпрі, Ронні Міллер (1) — гітара
- Пол Гріффін — клавішні
- Вілбур Бескомб — бас
- Джиммі Джонсон — ударні

Технічний персонал
- Ел Бленд — продюсер
- Джон Кілгор — інженер, мікшування
- Жуль Галфант — артдиректор, дизайн
- Фред Флойд, Джоел Бродські — фотографія